# Liste der Bischöfe von Tranquebar

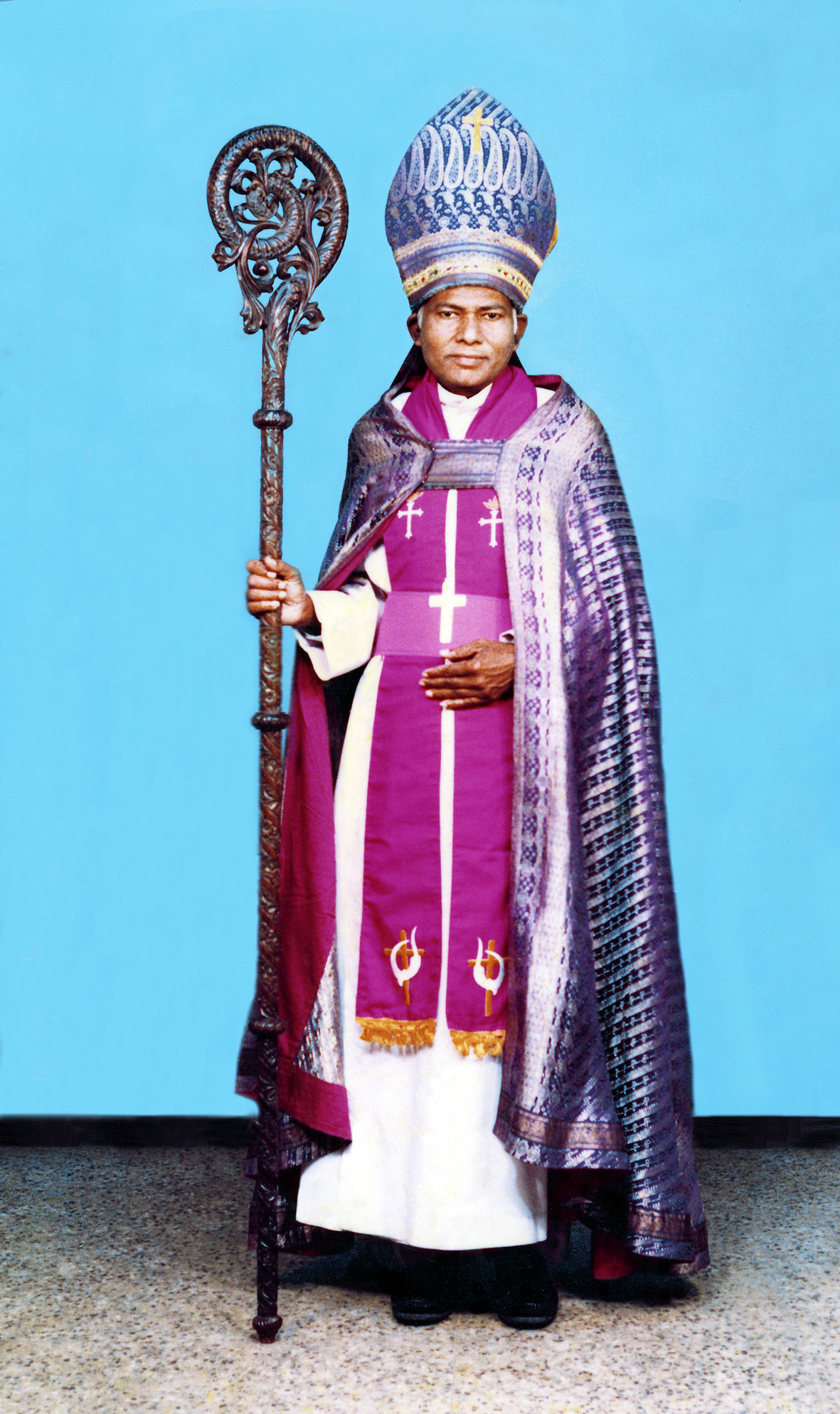
Der Bischof von Tranquebar Johnson Gnanabaranam im Bischofsornat der Tamil Evangelical Lutheran Church in Tamil Nadu mit Mitra und Krummstab

Bischof von Tranquebar ist der Titel des Bischofs in der Tamilischen Evangelisch-Lutherischen Kirche (Tamil Evangelical Lutheran Church, TELC) in Tamil Nadu, Südindien. Die TELC wurde 1919 in der Tradition des Leipziger Missionswerks und der Schwedischen (lutherischen) Mission gegründet. Das Bischofsornat wurde von der Lutherischen Kirche in Schweden übernommen. Der Bischof von Tranquebar hat seinen Sitz in Trichynopoly.

## Bischöfe von Tranquebar
- 1921–1926 Ernst Heuman
- 1927–1934 David Bexell
- 1934–1956 Johannes Sandegren
- 1956–1967 Rajah Bushanam Manikam
- 1967–1972 Carl Gustav Diehl
- 1972–1975 A.J. Satyanadhan
- 1975–1978 L. Easter Ray
- 1978–1993 Jayseelan Jacob
- 1993–1999 Johnson Gnanabaranam
- 1999–2009 Thaveethu Aruldoss
- 2009–2014 H.A. Martin
- 2014–2019 Edwin Jayakumar = Edwin Jeyakumar
- 2019–2023 Daniel Jeyaraj
- seit 2023 Christian Samraj